# Phổ Hú
Phổ Hú (chữ Hán: 溥煦; 22 tháng 2 năm 1831 – 1907) là một nhân vật Hoàng thất của nhà Thanh trong lịch sử Trung Quốc.

## Cuộc đời
Phổ Hú được sinh ra vào tháng giêng (âm lịch) năm Đạo Quang thứ 11 (1831), trong gia tộc Ái Tân Giác La. Ông là con trai thứ năm của Tam đẳng Phụ quốc Tướng quân Tái Minh (載銘) – con trai thứ hai của Cố Sơn Bối tử Dịch Thuần (奕純). Mẹ ông là Thứ thiếp Lâm thị (林氏). Năm Hàm Phong thứ 4 (1854), tháng 9, ông được đem làm con thừa tự của Định Mẫn Thân vương Tái Thuyên. Không lâu sau, dưỡng phụ của ông qua đời, ông được tập tước Định Thân vương (定親王) đời thứ 6, nhưng Định vương phủ không phải thừa kế võng thế, nên ông chỉ được phong làm Định Quận vương.
Năm Đồng Trị thứ 5 (1866), tháng 6, ông nhận mệnh vào triều làm chức Đại thần (大臣). Năm thứ 8 (1869), ông bị bệnh, xin không nhận bổng lộc 5 năm, nhưng triều đình vẫn ban thưởng cho ông nửa bổng lộc. Năm thứ 13 (1875), tháng 12, ông được trả phép phục chức. Đến năm Quang Tự thứ 2 (1876), ông lại nhân bị bệnh mà xin đình bổng, nhưng triều đình lại ban thưởng cho ông toàn bổng. Năm Quang Tự thứ 33 (1907), tháng 9, ông qua đời, hưởng thọ 76 tuổi, được truy thụy Định Thận Quận vương (定慎郡王).
Tương truyền ông là người thích làm việc thiện, thường hay cấp tiền cho người nghèo, mua điểu phóng sinh. Cả đời ông không có thành tựu gì, nhiều năm không vào cung làm quan, nhưng lại rất lo cho dân chúng bá tánh.

## Gia đình

### Thê thiếp
- Đích Phúc tấn: Bác Nhĩ Tế Cát Đặc thị (博爾濟吉特氏), con gái của Thượng thư Huệ Phong (惠豐).
- Trắc Phúc tấn:
  - Ngạc Giai thị (鄂佳氏), con gái của Lục phẩm Điển vệ Khánh Vân (慶雲).
  - Hứa Giai thị (許佳氏).
- Thứ thiếp:
  - Kỳ thị (祁氏), con gái của Liên Đắc (連得).
  - Quan thị (關氏), con gái của Vinh Khuê (榮袿).
  - Lưu thị (劉氏), con gái của Thành Thái (成泰).

### Hậu duệ
Ông có 4 người con trai và 8 người con gái, trong đó 4 người con trai là:
1. Dục Trưởng (毓長; 1851 – 1903), mẹ là Đích Phúc tấn Bác Nhĩ Tế Cát Đặc thị. Được phong làm Trấn quốc Tướng quân (鎮國將軍). Có chín con trai.
2. Dục Lãng (毓朗; 1864 – 1922), mẹ là Trắc Phúc tấn Ngạc Giai thị. Năm 1907 được tập tước Định Thân vương và phong làm Bối lặc. Sau khi qua đời được truy thụy Mẫn Đạt Bối lặc (敏達貝勒). Có hai con trai.
3. Dục Thần (毓辰; 1870 – 1872), mẹ là Thứ thiếp Kỳ thị. Chết yểu.
4. Dục Doanh (毓盈; 1881 – 1922), mẹ là Trắc Phúc tấn Hứa Giai thị. Được phong làm Trấn quốc Tướng quân (鎮國將軍). Có một con trai.